# Имола
Имола (итал. Imola, у месном говору:Iômla) је важан град у северној Италији. Град је значајан град округа Болоња у оквиру италијанске покрајине Емилија-Ромања.
Град Имола је познат као место одржавања Формуле 1 - "Велика награда Сан Марина".

## Географија
Град Имола налази се у крајње југоисточном делу Падске низије, на 35 км југоисточно од Болоње. Град се налази у равничарском крају, северно од подножја Апенина. Кроз град протиче река Сантерно.

## Становништво
Према резултатима пописа становништва 2011. у општини је живело 67.892 становника.
| 1931.  | 1936.  | 1951.  | 1961.  | 1971.  | 1981.  | 1991.  | 2001.  | 2011.  |
| ------ | ------ | ------ | ------ | ------ | ------ | ------ | ------ | ------ |
| 39.855 | 41.525 | 45.350 | 51.289 | 57.224 | 60.661 | 62.567 | 64.348 | 67.892 |

Имола данас има преко 68.000 становника, махом Италијана. Током протеклих деценија у град се доселило много досељеника из иностранства.

## Градске знаменитости
Град Имола је најпознатији по аутомобилској стази „Енцо и Дино Ферари“, на којој се дуго година возила Велика награда Сан Марина, једна од многобројних трка у светском шампионату Формуле 1.

## Градови побратими
- Пула, Хрватска
- Колчестер, Уједињено Краљевство
- Жанвилије, Француска
- Вајнхајм, Немачка